# Kohtla-Järve
Kohtla-Järve – miasto w Estonii położone w prowincji Virumaa Wschodnia na północnym wschodzie państwa, około 50 kilometrów na zachód od Narwy. Liczy ok. 45,8 tys. mieszkańców (2006), jest czwartym pod względem ludności miastem w Estonii. Zostało założone w 1924 roku. Miasto przemysłowe, ośrodek eksploatacji i chemicznej przeróbki łupków bitumicznych, przemysł materiałów budowlanych, mebli, przemysł lekki. Kohtla-Järve jest miastem bardzo zróżnicowanym pod względem etnicznym, zamieszkuje tu blisko 40 różnych narodowości i tylko 21% populacji miasta to Estończycy.

## Historia
Historia Kohtla-Järve jest ściśle powiązana z historią otrzymywania oleju skalnego z łupków bitumicznych – głównego surowca Estonii.
Istnieją dowody na to że stałe ludzkie osiedla istnieją na terenie współczesnego Kohtla-Järve od późnego średniowiecza. W duńskich źródłach osady Järve i Kukruse były po raz pierwszy wspomniane w 1241 roku, odpowiednio pod nazwami Jeruius i Kukarus, oraz osada Sompa w 1420 występuje jako Soenpe.
Lokalni mieszkańcy byli świadomi faktu łatwopalności łupków bitumicznych już od czasów starożytnych, jakkolwiek wykorzystanie tego surowca na skalę przemysłową rozpoczęło się dopiero w XX wieku. W roku 1916 naukowcy pokazali że łupki bitumiczne mogą być używane zarówno jako paliwo po poddaniu ich chemicznej ekstrakcji, jak i surowy materiał wykorzystywany w przemyśle chemicznym. Wydobycie rozpoczęto w pobliżu wioski Järve. W 1919 roku założone zostało State Oil Shale Industrial Corporation i skala wydobycia łupków uległa istotnemu rozszerzeniu. Osady dla górników zaczęły pojawiać się w pobliżu kopalni. W 1924 roku fabryka przetwarzająca łupki bitumiczne została zbudowana w pobliżu stacji kolejowej Kohtla, liczba mieszkańców w pobliskiej osadzie Kohtla-Järve zaczęła gwałtownie wzrastać.
| Rok  | Populacja |
| ---- | --------- |
| 1979 | 87 472    |
| 1989 | 62 059    |
| 1994 | 56 600    |
| 1998 | 52 611    |
| 2000 | 47 679    |
| 2004 | 46 346    |
| 2006 | 45 740    |

Podczas II wojny światowej wartość estońskich złóż bitumicznych nabrała istotnego znaczenia. Niemcy, okupujący Estonię podczas wojny, ocenili je jako ważne dla nich źródło paliwa, aczkolwiek wydobycie i rafinacja na szeroką skale nigdy nie doszła do skutku. Po wojnie, złoża łupków bitumicznych stały się niezbędne dla przemysłu północno-zachodniej części ZSRR, a skala wydobycia i rafinacji stale podlegała procesom wzrostu. Kohtla-Järve, jako główne osiedle na obszarze wydobycia, otrzymało prawa miejskie 15 czerwca 1946 roku. Od tego czasu, przez następne 20 lat, następował proces administracyjnego stapiania się sąsiednich osiedli na wydzielonym obszarze miasta. Kohtla i Kukruse zostały włączone do miasta w 1949 roku, Jõhvi, Ahtme oraz Sompa w 1960, Kiviõli, Oru, Püssi i Viivikonna w roku 1964. W ten sposób, Kohtla-Järve bardzo się rozrosło, stając się miastem o unikalnej strukturze, jego poszczególne części pozostają rozproszone pośród lasów, pól uprawnych i kopalni łupków. Całkowita populacja miasta wzrastała głównie dzięki robotnikom przysyłanym z różnych stron Związku Radzieckiego, osiągając w 1980 roku największą w swojej historii liczbę 90 000 mieszkańców.
W 1991 liczba dzielnic miasta zmalała, Jõhvi, Kiviõli i Püssi stały się oddzielnymi miastami. Skala wydobycia łupków bitumicznych i ich przemysłowej ekstrakcji drastycznie spadła w latach 90., gwałtowny wzrost bezrobocia w regionie spowodował, że wielu mieszkańców Kohtla-Järve przeniosło się do Tallinna lub wyjechało do Rosji.

## Geografia
Miasto Kohtla-Järve ma rzadko spotykaną strukturę. Poszczególne dzielnice miasta są rozrzucone wzdłuż północnej części prowincji Virumaa Wschodnia, zajmując stosunkowo dużą jej powierzchnię.

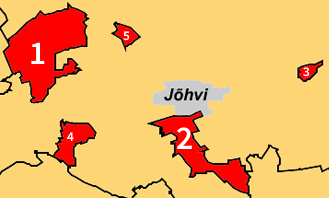
Podział administracyjny Kohtla-Järve

Miasto jest podzielone na 5 dzielnic (jednostek administracyjnych zwanych w języku estońskim linnaosad):
|             | 2011   | 2016   | 2017   | 2021   |
| ----------- | ------ | ------ | ------ | ------ |
| Järve (1)   | 17 054 | 15 869 | 15 952 | 15 656 |
| Ahtme (2)   | 17 252 | 16 222 | 16 140 | 15 602 |
| Oru (3)     | 1266   | 1133   | 1117   | 996    |
| Sompa (4)   | 958    | 873    | 870    | 754    |
| Kukruse (5) | 572    | 550    | 529    | 467    |

## Turystyka
Kohtla-Jarve posiadając dużo zabytków architektury z okresu radzieckiego, ale również zabytków przemysłowych, jest miastem atrakcyjnym pod względem turystycznym. Jednakże miasto ma mniej rozwiniętą infrastrukturę turystyczną niż okoliczne miejscowości.
Zabytki
1. Aleja centralna Keskallee,
2. Plac Virula,
3. Pałac Kultury,
4. "Stare miasto" – część miasta zbudowana przed wojną,
5. Pałac polarny Kukruse w dzielnicy Kukruse,
6. Budynki i ulicy w Starym Ahtme w dzielnicy Ahtme,
7. Muzeum łupków bitumicznych,
8. Cerkiew Przemienienia Pańskiego[1].

## Miasta partnerskie
- Korosteszów
- Wyszków